# ریبرا دورجلت
ریبرا دورجلت (به اسپانیایی: Ribera de Urgellet) یک منطقهٔ مسکونی در اسپانیا است که در آلت یورگل واقع شده‌است. ریبرا دورجلت ۱۰۷٫۰ کیلومتر مربع مساحت دارد.